# غوردون نيكسون
غوردون نيكسون هو كبير الإداريين التنفيذيين كندي، ولد في 25 يناير 1957 في مونتريال في كندا.